# Guy Smiley
I Guy Smiley sono stati un gruppo hardcore punk canadese, attivo fra il 1992 e il 1999.

## Carriera
Il gruppo si formò nel 1992 a Winnipeg. Il nucleo originario della band era composto da Derek Kun (voce), Ryan Francis (batteria), Paul Stewart (chitarra) e Jamie Fyles (basso).
Il gruppo citava tra le sue influenze sia gruppi punk come Bad Brains, Descendents, Operation Ivy e Dag Nasty, sia il metal degli anni ottanta. La band fece lunghi tour in Canada e USA, prima di effettuare il suo primo tour oltreoceano in Europa nel 1998, di supporto agli H2O. In questa occasione il gruppo fu notato dalla Epitaph Records, con cuì firmò un contratto che si concretizzò nell'album Alkaline, pubblicato nel 1999, prodotto da Dylan McLaren.
Nel 2000, però, il gruppo si divise per una compresenza di problemi personali, di droga e di legge. Durante la sua attività, il gruppo partecipò a concerti con Pennywise, Misfits, H2O, NOFX, Face to Face, Agnostic Front, Good Riddance, Ten Foot Pole, Sick of it All e Ignite.

## Formazione
- Derek Kun - voce
- Paul Stewart - chitarra
- Jamie Fyles - basso
- Ryan Francis - batteria

## Discografia

### Album studio
- 1997 - Can't Turn Back (Smallman Records)
- 1999 - Alkaline (Epitaph Records)

### Album dal vivo
- 1997 - Auger (Smallman)

### Split
- 1997 - Bond/Guy Smiley split

### Apparizioni in compilation
- 2000 - Punk-O-Rama Vol. 5